# بينرايد لاسترا (أنغلزي)
بينرايد لاسترا (بالإنجليزية: Penrhyd Lastra)‏ هي منطقة سكنية تقع في ويلز في أنغلزي.